# Eubergia rufa
Eubergia rufa är en fjärilsart som beskrevs av Eugène Louis Bouvier 1930. Eubergia rufa ingår i släktet Eubergia och familjen påfågelsspinnare. Inga underarter finns listade i Catalogue of Life.